# Liliuokalani hawaii királynő
Liliuokalani  (Honolulu, 1838. szeptember 2. – Honolulu, 1917. november 11.), hawaii nyelven: Lili‘uokalani, Hawaii királynője, születési neve: Lydia Liliʻu Loloku Kamakaʻeha Pākī, férjezett neve: Lydia K. Dominis, az 1898-ban az Egyesült Államokhoz csatolt szigetország  egyetlen női, és egyben utolsó uralkodója. Elkeseredetten küzdött az annexió ellen, vezetője volt az Oni pa'a (Állj szilárdan) mozgalomnak. 1895-ben felkelést indított Sanford B. Dole úgynevezett ideiglenes köztársasága ellen. Tehetséges muzsikus volt, Aloha Oe, The Queen's Jubilee, és a Ku’u Pua I Paoakalani című dalai mind a mai napig közismertek.

## Élete

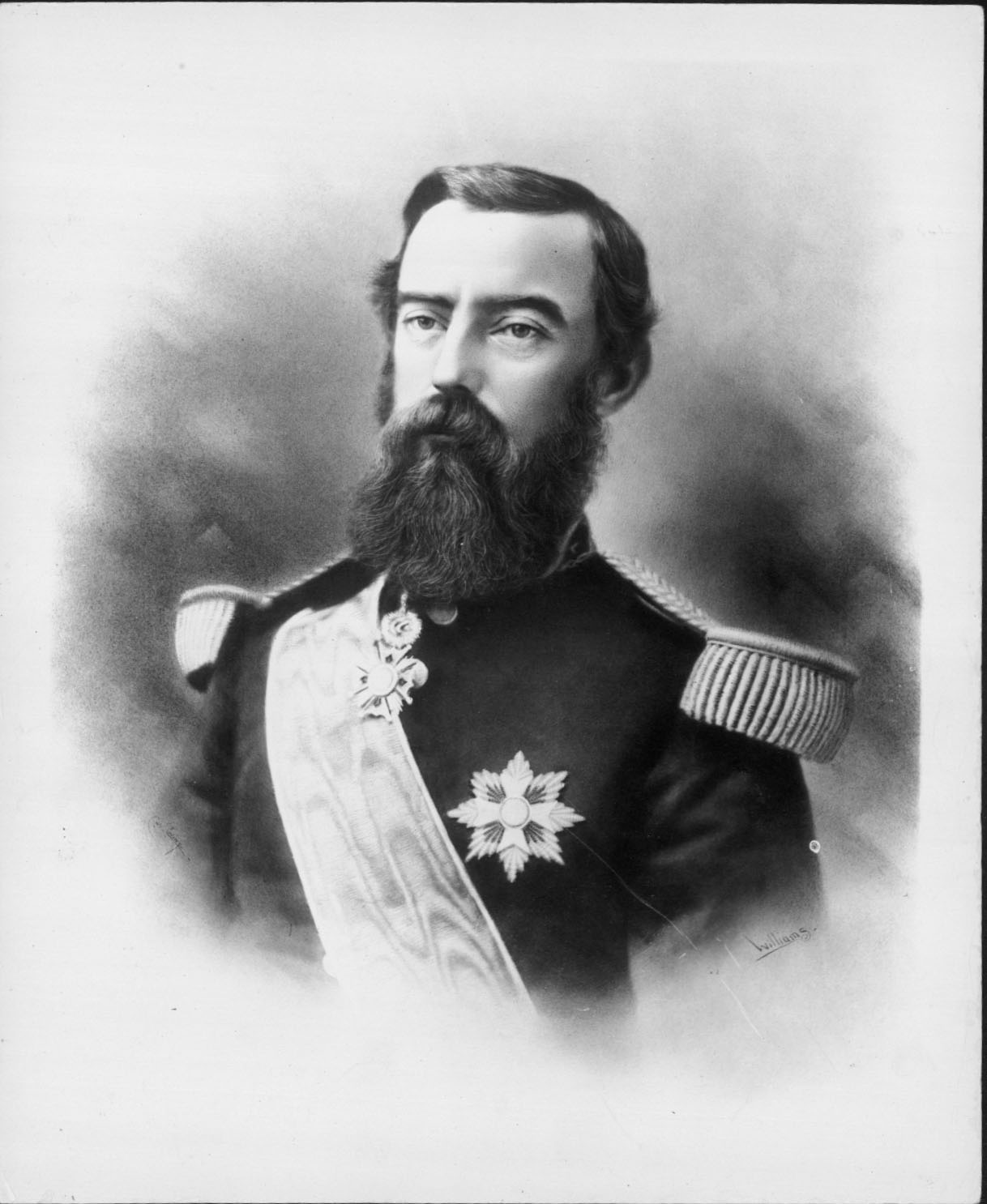
John Owen Dominis, Hawaii hercege, királyi hitves, Liliuokalani férje

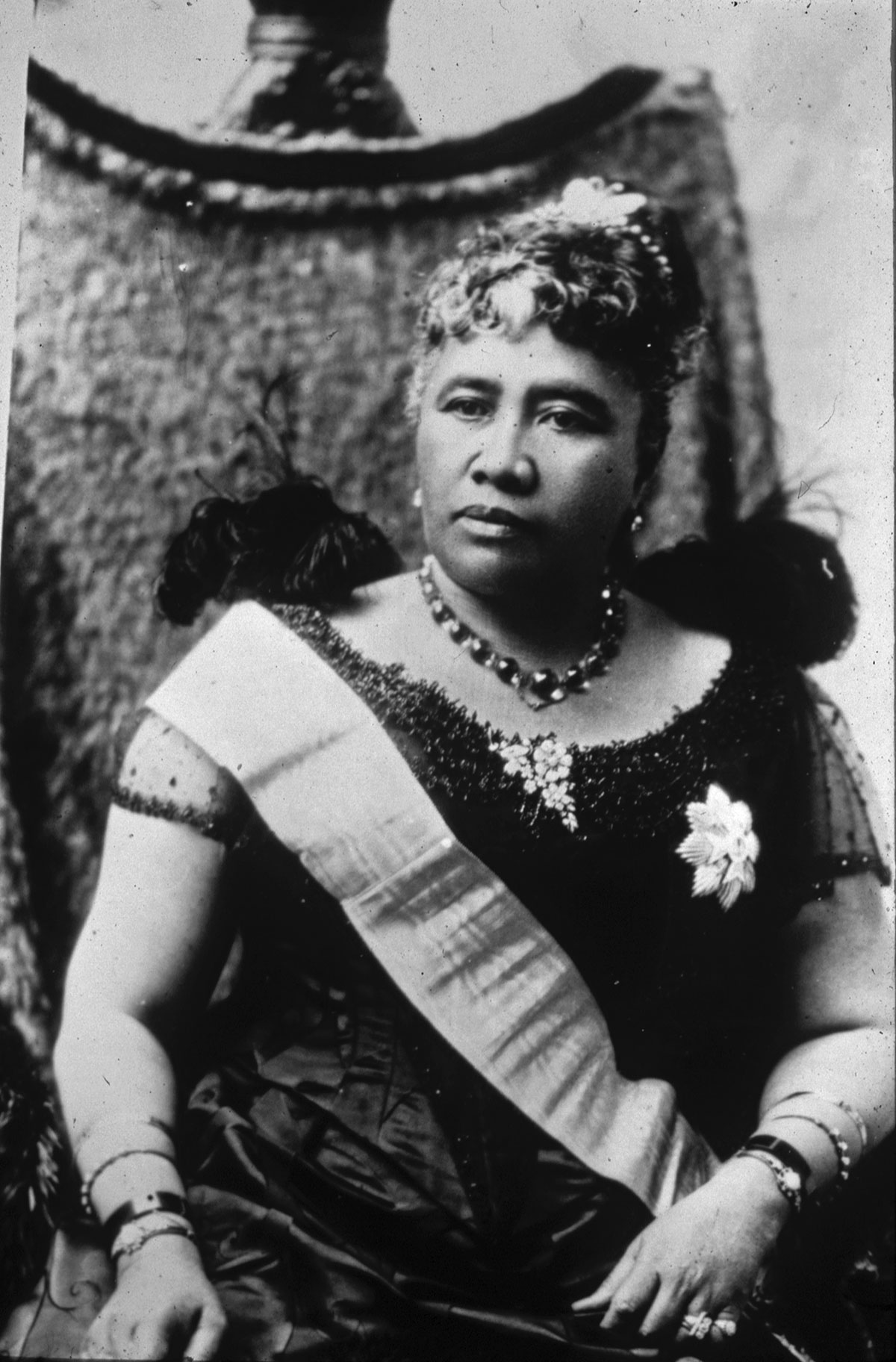
Hawaii királynője

Anyja III. Kamehameha királynak a tanácsadója volt. Születésekor Abner Paki és felesége, Laura Konia (I. Kamehameha király unokája) fogadta örökbe. Gyermekkorát és tanulmányait Bernice Pauahi, örökbe fogadó szüleinek gyermekével töltötte. A leány a hawaii hercegnők számára kívánatosnak tartott missziós hagyományban nevelkedett, modern iskoláztatást kapott (Royal School, eredetileg a Chief's Children's School) ennek köszönhetően folyékonyan beszélt angolul, s körutazást tett a nyugati világban. Öccse W. P. Leleiohoku régensherceg halála után, 1877-ben, ő lett a kijelölt trónörökös, és 1891-ben került bátyja, I. Kalākaua után az uralkodói székbe.
1862. szeptember 16-án feleségül ment John Owen Dominishoz, aki később Oʻahu és Maui kormányzója lett. A párnak nem volt gyermeke, ezért Liliuokalanit a királyi tisztségeben unokahúga, Victoria Kaʻiulani (1875–1899) hercegnő követte volna, de unokahúga hamarabb halt meg mint ő.
Az erőskezű matriárka megpróbálta helyreállítani a Kalakaua alatt meggyengült királyi egyeduralom régi erejét. Szándékát már korábban világossá tette, amikor is szembeszállt a kölcsönösségi szerződés 1887-es megújításával. A I. Kalākaua király alatt aláírt egyezmény kiváltságos kereskedelmi koncessziókat adott az Amerikai Egyesült Államoknak, és rendelkezésre bocsátotta Pearl Harbor kikötőjét. A királynő USA ellenes álláspontja végleg szembefordította vele a külföldi üzletembereket (a haloékat), akik trónra lépése után mindent megtettek, hogy hatalmát megdöntsék.
A Sanford B. Dole vezette Misszionárius Párt 1893. januárjában lemondásra szólította fel, majd trónfosztottnak nyilvánította Liliuokalanit, és bejelentette az ideiglenes kormány megalakulását azzal a céllal, hogy az országot az Amerikai Egyesült Államokhoz csatolja. A vérontás elkerülése céljából Liliuokalani lemondott, de egyúttal az amerikai elnökhöz, Grover Clevelandhez fordult, hogy helyezze vissza hatalmába. Az elnök így is rendelkezett, Dole azonban megtagadta ennek végrehajtását, mondván, hogy az elnöknek nincs joga efféle beavatkozásra. 1895-ben lázadás tört ki a királynő mellett, a royalista Robert Wilcox vezetésével. Ezt a felkelést Dole hívei leverték, Liliuokalanit pedig árulás vádjával házi őrizetbe helyezték. 1895. január 24-én – hogy bebörtönözött támogatóinak amnesztiát eszközöljön ki – hivatalos lemondó nyilatkozatot írt alá. Ezután visszavonult a közélettől. 1898-ban adta ki emlékiratait „Hawaii története Hawaii királynőjének szemével” (Hawaii's Story by Hawaii's Queen) címmel.

## Egyéb
Liliuokalani királynő története ihlette Ábrahám Pál (1892–1960) „Hawaii rózsája” (Die Blume von Hawaii) című operettjét.

## Könyve
- Liliuokalani: Hawaii's Story by Hawaii's Queen, Boston, Lee and Shepard, 1898. URL: Lásd További információk